# アウエ
アウエ（ドイツ語: Aue）は、ドイツ連邦共和国、ザクセン州エルツゲビルクス郡に属する都市である。エルツ山地の北麓に位置しており、豊富な地下資源を有している。人口は約16.000人である。

## 地勢・産業
チェコとの国境沿いに位置する都市。鉄・コバルト・ウランなどを産出する。近隣の都市としては、約40キロ南にチェコのカルロヴィ・ヴァリ、20キロ北西にツヴィッカウが位置している。年間降水量790mm。

## スポーツ
FCエルツゲビルゲ・アウエ が、アウエを本拠地とするサッカークラブである。サッカー・ブンデスリーガ2部に所属している。

## 姉妹都市
姉妹都市は以下の3都市である。
- ゾーリンゲン（ドイツ）1999年
- カダニ（ドイツ語版）（チェコ）2003年
- ガンガン（フランス）2011年

## 出身者
- マルティン・フレーミヒ（ドイツの合唱指揮者）

## 引用
1. ↑  http://www.aue.de/aue/content/13/17012003082919.asp?search_hash=4YLbYN4hVVGqWoCTxRBGcWTM8